# Mubadala Citi DC Open 2023
Citi Open 2023 — тенісний турнір, що проходив на кортах з твердим покриттям у місті Вашингтон, США з 31 липня. Належав до категорії ATP 500, був турніром серії Washington Open 2023 року.

## Фінальна частина

### Чоловіки, одиночний розряд
Ден Еванс —  Таллон Ґрікспор 7–5, 6–3

### Жінки, одиночний розряд
Коко Гофф —  Марія Саккарі 6–2, 6–3

### Чоловіки, парний розряд
Максімо Гонсалес /  Андрес Мольтені —  Маккензі Макдоналд /  Бен Шелтон 6–7(4–7), 6–2, [10–6]

### Жінки, парний розряд
Лаура Зігемунд /   Віра Звонарьова —  Алекса Гуарачі /  Моніка Нікулеску 6–4, 6–4